# قائمة العطل الرسمية في العراق
هذه هي قائمة العطل الرسمية في العراق حسب قانون العطلات الرسمية رقم 12 لسنة 2024، الذي اقره مجلس النواب العراقي:

## العطل الرسمية العامة
- الجمعة والسبت من كل أسبوع.

### عطل تعتمدالتقويم الميلادي
| التاريخ              | المناسبة                        | عدد الأيام |
| -------------------- | ------------------------------- | ---------- |
| 1 كانون الثاني/يناير | رأس السنة الميلادية             | يوم واحد   |
| 6 كانون الثاني/يناير | عيد الجيش العراقي               | يوم واحد   |
| 16 آذار/مارس         | ذكرى الهجوم الكيميائي على حلبجة | يوم واحد   |
| 21 آذار/مارس         | عيد نوروز                       | يوم واحد   |
| 1 أيار/مايو          | عيد العمال العالمي              | يوم واحد   |

### عطل تعتمدالتقويم الهجري
| التاريخ        | المناسبة                                   | عدد الأيام |
| -------------- | ------------------------------------------ | ---------- |
| 1 محرم         | رأس السنة الهجرية                          | يوم واحد   |
| 10 محرم        | استشهاد الإمام الحسين بن علي في معركة الطف | يوم واحد   |
| 12 ربيع الأول  | مولد النبي محمد                            | يوم واحد   |
| 3-1 شوال       | عيد الفطر                                  | ثلاثة أيام |
| 13-10 ذي الحجة | عيد الأضحى                                 | أربعة أيام |
| 18 ذو الحجة    | عيد الغدير                                 | يوم واحد   |

## العطل الرسمية الخاصة

### المسيحية
- ميلاد المسيح
- يوما العيد الكبير

### الصابئية
- خمسة ايام عيد الخليقة في شهر آذار/مارس.
- اربعة ايام العيد الكبير في شهر تموز/يوليو.
- يومان العيد الصغير في تشرين الثاني.
- عيد ميلاد النبي يحيى يوم واحد من شهر أيار/مايو.

### الايزيدية
- يوم الجمعة الأول من شهر كانون الأول عيد الصيام.
- يوم الأربعاء الأول من شهر نيسان عيد رأس السنة الايزيدية.
- 23-30 أيلول/سبتمبر عيد الجما.
- 20-21 تموز/يوليو عيد اربعينية الصيف.